# Giorgio Manganelli
Giorgio Antonio Manganelli (Milano, 15 novembre 1922 – Roma, 28 maggio 1990) è stato uno scrittore, traduttore, giornalista, critico letterario e curatore editoriale italiano, nonché uno dei teorici più coerenti della neoavanguardia.

## Biografia
Nato a Milano, aveva genitori di origini parmensi. La madre Amelia Censi faceva la maestra, il padre Paolino Manganelli, di origini umili, riuscì a diventare procuratore di borsa. Giorgio aveva un fratello più grande, Fiorenzo, che sarà ingegnere. Il secondo nome che affianca Giorgio è Antonio perché la madre Amelia era una grande devota di Sant'Antonio.
Laureatosi in Scienze politiche presso l'Università degli Studi di Pavia, dove fu allievo di Vittorio Beonio Brocchieri, insegnò per qualche anno alle scuole medie superiori tra le quali il Liceo Paolo Giovio di Como, un liceo scientifico; fu in seguito assistente di letteratura inglese presso la Facoltà di Magistero dell'Università degli Studi di Roma "La Sapienza". Si dimise poi dall'incarico nel 1971.
Partecipò alla Resistenza. Condannato alla fucilazione come rappresaglia contro un’azione partigiana durante la quale era stato ammazzato il comandante della brigata nera di Roccabianca Giovanni Gavazzoli, fu salvato all'ultimo momento per l'intervento del padre del morto, che lo riconobbe come l'insegnante d'inglese della figlia. Sposò nel 1946 Fausta Chiaruttini (che aveva dovuto cambiare cognome, in realtà si chiamava Preschern), matrimonio faticoso e breve da cui nacque nel 1947 la figlia Amelia Antonia, detta Lietta, che fu cresciuta dai nonni. In questi anni fu uno degli scopritori della giovanissima Alda Merini, cui fu legato da un profondo affetto (e da una fugace e tempestosa relazione) testimoniato dalla stessa poetessa quando gli dedicò la sua prima raccolta poetica, ove, immedesimandosi in Euridice, arrivò ad identificarlo in un novello Orfeo. Quando Manganelli si trasferì a Roma, nel 1953, fu per qualche anno professore di inglese nelle scuole medie e iniziò a collaborare con la RAI, dove lavorò a lungo (soprattutto al terzo programma radio), ideando e scrivendo con Umberto Eco, Alberto Arbasino, Guido Ceronetti, Italo Calvino, Vittorio Sermonti e altri, per esempio Le interviste impossibili. A Roma iniziò anche una terapia di psicoanalisi junghiana con Ernst Bernhard.
Prese parte attivamente agli incontri del Gruppo 63 e fu tra i redattori di Grammatica. Collaborò con numerosi quotidiani come Il Giorno, La Stampa, Corriere della Sera, Il Messaggero, e a vari settimanali (L'Espresso, Il Mondo, L'Europeo, Epoca) e mensili (FMR).
Fu consulente editoriale delle case editrici Mondadori, Einaudi, Adelphi (dove seguì il suo fondatore Luciano Foà quando lasciò in polemica l'Einaudi), Garzanti e Feltrinelli, e nel 1987 fondò e diresse, con Dante Isella, la Fondazione Pietro Bembo che pubblica l'omonima collana. Fu anche traduttore accurato e molto prolifico e, tra gli altri, tradusse O. Henry, pseudonimo di William Sidney Porter (Memorie di un cane giallo, 1962), Frederick Spencer Chapman (La giungla è neutrale, 1952), tutti i racconti di Edgar Allan Poe, T. S. Eliot (Appunti per una definizione della cultura, 1952), Henry James (Fiducia, 1946), Tom Hanlin (Una volta sola nella vita, 1947); Eric Ambler (L'eredità Schirmer, 1965 e La frontiera proibita, uscita nel 1997); Ronald Firbank (Il cardinal Pirelli, 1964); George Gordon Byron (Manfred e Lettere italiane, 1985) ecc.
Autore di numerose opere dalla prosa elaborata e complessa, che oscilla spesso tra il racconto-visione e il trattato, Manganelli affermò nella sua Letteratura come menzogna del 1967 che il compito della letteratura è quello di trasformare la realtà in menzogna, in scandalo e in mistificazione, risolta in un puro gioco di forme, attraverso le quali la scrittura diventa contestazione. Nelle opere di Manganelli la parodia e il sarcasmo si esercitano in forme letterarie raffinate e funamboliche.
Le sue numerose interviste sono state raccolte nel 2001 a cura di Roberto Deidier, con il titolo La penombra mentale (vedi Bibliografia). La sua opera poetica è stata pubblicata sotto il titolo di Poesie, a cura e con uno scritto di Daniele Piccini da Crocetti nel 2006.
Dedicò anche numerosi saggi critici alla letteratura italiana e straniera ed operò riscritture e riletture di classici. Tra gli autori che si trovò a introdurre (oltre ai citati tra i tradotti), Marco Polo, Il Novellino, Giovanni Della Casa, la Novella del Grasso legnaiuolo, Torquato Accetto, Esopo, Le mille e una notte, Thomas de Quincey, Pelham Grenville Wodehouse, Walter Scott, Walt Whitman, Edwin Abbott Abbott, Alexandre Dumas, Mark Twain, Robert Louis Stevenson, Jerome Klapka Jerome, Ivy Compton-Burnett, Christopher Isherwood, Bernard Malamud, Vladimir Nabokov e, tra i contemporanei Ennio Flaiano, Giuseppe Bonaviri, Alda Merini, Sebastiano Vassalli, Giulia Niccolai ecc.
Il suo archivio e la sua biblioteca sono conservati presso il Centro per gli studi sulla tradizione manoscritta di autori moderni e contemporanei dell’Università di Pavia.

## Carriera letteraria
Fra i racconti-visione e il trattato egli scrisse:
Hilarotragoedia nel 1964, Nuovo commento nel 1969, Sconclusione nel 1976, Amore nel 1981, Discorso dell'ombra e dello stemma o del lettore e dello scrittore considerati come dementi nel 1982, Dall'inferno nel 1985, Rumori o voci nel 1987, Encomio del tiranno scritto all'unico scopo di fare dei soldi nel 1990, La notte (postumo, a cura di Salvatore Silvano Nigro, 1996), tutti in corso di ripubblicazione da Adelphi.
Fra i racconti fantastici:
Agli dèi ulteriori nel 1972, Centuria nel 1979, Premio Viareggio Tutti gli errori nel 1986 e Il presepio (1992, postumo, a cura di Ebe Flamini)
Fra i dialoghi:
A e B nel 1975.
I saggi critici sono stati raccolti in La letteratura come menzogna (1967), Laboriose inezie (1986) e Il rumore sottile della prosa (1994, a cura di Paola Italia); mentre in Angosce di stile (1981) sono comprese le prefazioni. In Lunario dell'orfano sannita (1973) e in Improvvisi per macchina da scrivere (1989) viene raccolta una scelta dei corsivi e degli articoli di costume. Postumi sono stati raccolti i saggi sulla cultura statunitense in De America (a cura di Luca Scarlini, 1998) e quelli sulla cultura fantastica in UFO e altri oggetti non identificati 1972-90 (a cura di Graziella Pulce, con introduzione di Raffaele Manica, 2003).
Gli scritti di critica d'arte apparsi sulla rivista «FMR» (edita da Franco Maria Ricci) sono stati raccolti, nel 1987, in Salons, anche questo presso Adelphi, mentre tutti i testi per il teatro (con una teatrografia) li ha curati Luca Scarlini per Bompiani nel 2008, con il titolo Tragedie da leggere.
Tra la riscrittura dei classici:
Otello in Cassio governa a Cipro, rappresentato alla Biennale Teatro 1984 (direttore Luca Ronconi), per la regia di Gianni Serra, e Pinocchio in Pinocchio: un libro parallelo, rispettivamente da Shakespeare e Collodi.
Anche le sue note di viaggio e i reportage sono raccolti in Cina e altri orienti, 1974, Esperimento con l'India, 1975, L'infinita trama di Allah. Viaggi nell'Islam, 1973-1987 (2002, a cura di Graziella Pulce), L'isola pianeta e altri settentrioni (2006, a cura di Andrea Cortellessa, che ha pure raccolto i reportage italiani in La favola pitagorica, 2005) ecc.
In Antologia privata Manganelli ha raccolto e pubblicato, nel 1989, una selezione personale della sua produzione narrativa e critica. La sua tesi di laurea, Contributo critico allo studio delle dottrine politiche del '600 italiano l'ha invece pubblicata, a cura di Paolo Napoli, nel 1999 Quodlibet.
Nel 2007 è anche uscito Mammifero italiano, a cura di Marco Belpoliti, raccolta di corsivi apparsi su varie testate, principalmente il «Corriere della Sera» e «L'Espresso», tra il 1972 e il 1989.

## Opere
- Hilarotragoedia, Feltrinelli, Milano, I ed. 1964; Adelphi, Milano, 1987.
- La Letteratura come menzogna, Feltrinelli, Milano, 1967; Collana Saggi, Adelphi, Milano, 1985, ISBN 978-88-459-0635-0.
- Nuovo commento, Einaudi, Torino, 1969; con una lettera di Italo Calvino e il risvolto scritto dall'Autore per la prima ed., Collana Biblioteca n.272, Adelphi, Milano, 1993, ISBN 978-88-459-0999-3.
- Agli dèi ulteriori, Einaudi, Torino, 1972; Adelphi, Milano, 1989.
- Lunario dell'orfano sannita, Einaudi, Torino, 1973; Adelphi, Milano, 1991.
- Cina e altri Orienti, Bompiani, Milano, 1974; nuova ed. aumentata di altri viaggi compiuti da Manganelli tra il 1975 e il 1988, a cura di Salvatore Silvano Nigro, Collana Biblioteca n.608, Adelphi, Milano, 2013, ISBN 978-88-459-2792-8.
- In un luogo imprecisato, RAI, Roma, 1974.
- A e B, Rizzoli, Milano, 1975.
- Sconclusione, Rizzoli, Milano, 1976.
- Pinocchio: un libro parallelo, Einaudi, Torino,  1977; Adelphi, Milano, 2002.
- Cassio governa a Cipro, Rizzoli, Milano, 1977.
- Centuria. Cento piccoli romanzi fiume, Rizzoli, Milano, 1979; a cura di Paola Italia, Adelphi, Milano, 1995.
- Amore, Rizzoli, Milano, 1981.
- Angosce di stile, Rizzoli, Milano, 1981.
- Discorso dell'ombra e dello stemma o del lettore e dello scrittore considerati come dementi, Rizzoli, Milano, 1982; a cura di Salvatore Silvano Nigro, Adelphi, Milano, 2017.
- Dall'inferno, Rizzoli, Milano, 1985; Adelphi, Milano, 1998.
- Tutti gli errori, Rizzoli, Milano, 1986.
- Laboriose inezie. Da Omero a Gian Burrasca passando per Marco Polo un drammatico paesaggio di classici descritto da un lettore vagabondo, Collana Saggi blu, Garzanti, Milano 1986.
- Rumori o voci, Rizzoli, Milano, 1987.
- Salons, Collezione Morgana, Franco Maria Ricci, Milano, 1987, ISBN 978-88-216-0512-3; Adelphi, Milano, 2000.
- Scialoja a Gibellina, Testi di G. Manganelli e Giuseppe Appella, Edizioni della Cometa, 1987.
- Improvvisi per macchina da scrivere, Leonardo, Milano, 1989; Adelphi, Milano, 2003.
- Antologia privata, Rizzoli, Milano, 1989; Quodlibet, Macerata, 2015.
- G. Manganelli-Cesare Garboli, Cento libri per due secoli di letteratura, Archinto, Milano, 1989.
- Encomio del tiranno: scritto all'unico scopo di fare dei soldi, Collana Fabula n.41, Adelphi, Milano, 1990, ISBN 978-88-459-0744-9.

### Opere postume
- Due lettere di Giorgio Manganelli, Adelphi, Milano, 1990.
- La palude definitiva, a cura di Ebe Flamini, Collana Fabula n.49, Adelphi, Milano, 1991, ISBN 978-88-459-0841-5.
- Il presepio, a cura di Ebe Flamini, Collana Biblioteca n.260, Adelphi, Milano, 1992, ISBN 978-88-459-0938-2.
- Esperimento con l'India, a cura di Ebe Flamini, Collana Piccola biblioteca n.288, Adelphi, Milano, 1992, ISBN 978-88-459-0904-7.
- Il rumore sottile della prosa, a cura di Paola Italia, Collana Biblioteca n.286, Adelphi, Milano, 1994, ISBN 978-88-459-1057-9.
- La notte, a cura di Salvatore Silvano Nigro, Collana Biblioteca n.326, Adelphi, Milano, 1996, ISBN 978-88-459-1236-8.
- Le interviste impossibili, Collana Piccola biblioteca n.394, Adelphi, Milano, 1997, ISBN 978-88-459-1304-4.
- Il delitto rende ma è difficile, con un'intervista alla figlia Lietta a cura di Ugo Cornia, Comix, Modena, 1997
- Solo il mio corpo è reale : note su Stephen Spender, a cura di Luca Scarlini, Via del vento, Pistoia, 1997
- De America: saggi e divagazioni sulla cultura statunitense, a cura di Luca Scarlini, Marcos y Marcos, Milano, 1998
- Contributo critico allo studio delle dottrine politiche del '600 italiano, a cura di Paolo Napoli, con un saggio introduttivo di Giorgio Agamben, Quodlibet, Macerata, 1999, ISBN 978-88-865-7036-7.
- Le foglie messaggere. Scritti in onore di Giorgio Manganelli, a cura di Viola Papetti, Editori Riuniti, Roma, 2000. [contiene inediti]
- Cerimonie e artifici : scritti di teatro e di spettacolo, a cura di Luca Scarlini, Oedipus, Salerno, 2000, ISBN 978-88-734-1013-3.
- Lettera sulla Toscana, a cura di Alessandro Agostinelli, ETS, Pisa, 2001
- Il vescovo e il ciarlatano. Inconscio, casi clinici, psicologia del profondo. Scritti 1969-97, a cura di Emanuele Trevi, Collana Le falene n.5, Quiritta, Roma, 2001, ISBN 978-88-840-3006-1.
- La penombra mentale. Interviste e conversazioni 1965-1990, a cura di Roberto Deidier, Editori Riuniti, Roma, 2001, ISBN 978-88-359-4939-8.
- Il personaggio, a cura di Luca Scarlini, Collana Gli aquiloni, Archinto, Milano, 2002, ISBN 978-88-776-8335-9.
- Incorporei felini. Volume I: Poeti inglesi degli anni Cinquanta, a cura di Viola Papetti, Edizioni di Storia e Letteratura, Roma, 2002, ISBN 978-88-849-8030-4.
- Incorporei felini. Volume II: Recensioni e conversazioni radiofoniche su poeti in lingua inglese (1949-1987), a cura di Viola Papetti, Roma, Edizioni di Storia e Letteratura, 2002, ISBN 978-88-849-8031-1.
- L'infinita trama di Allah. Viaggi nell'Islam 1973-1987, a cura di Graziella Pulce, Quiritta, Roma, 2002
- Vita di Samuel Johnson, a cura di Viola Papetti, Edizioni di Storia e Letteratura, 2002; a cura di Salvatore Silvano Nigro, Adelphi, Milano, 2008.
- G. Manganelli-Giovanna Sandri, Costruire ricordi, a cura di Graziella Pulce, Archinto,  Milano, 2003 [contiene ventisei lettere dell'autore]
- L'impero romanzesco. Letture per un editore, a cura di Viola Papetti, Aragno, Torino, 2003, ISBN 978-88-841-9139-7.
- UFO e altri oggetti non identificati: 1972-90, Presentazione di Raffaele Manica, a cura di Graziella Pulce, Quiritta, Roma, 2003, ISBN 978-88-840-3021-4; Collana Future fiction, Mincione Edizioni, 2015, ISBN 978-88-940-5081-3.
- Il romanzo inglese del Settecento, a cura di Viola Papetti, Collana Biblioteca, Aragno, Torino, 2004, ISBN 978-88-841-9178-6.
- La favola pitagorica. Luoghi italiani, a cura di Andrea Cortellessa, Collana Piccola biblioteca n.523, Adelphi, Milano, 2005, ISBN 978-88-459-1947-3.
- Tragedie da leggere. Tutto il teatro, a cura di Luca Scarlini, Aragno, Torino, 2005; Collana Tascabili n.1054, Bompiani, Milano, 2008, ISBN 978-88-452-6068-1.
- Un'allucinazione fiamminga. Il «Morgante Maggiore» raccontato da Manganelli, a cura di Graziella Pulce, Collana Paralipomeni n.1, Socrates, 2006, ISBN 978-88-720-2029-6.
- L'isola pianeta e altri settentrioni, a cura di Andrea Cortellessa, Collana Piccola Biblioteca n.540, Adelphi, Milano, 2006, ISBN 978-88-459-2053-0.
- Poesie, a cura di Daniele Piccini, Crocetti, Milano, 2006, ISBN 978-88-830-6191-2.
- Riga n. 25: Giorgio Manganelli, a cura di Marco Belpoliti e Andrea Cortellessa, Marcos y Marcos 2006 [contiene inediti dell'autore]
- Un'allucinazione fiamminga. Il «Morgante maggiore» raccontato da Giorgio Manganelli, a cura di Graziella Pulce, Socrates, Roma, 2006, ISBN 978-88-720-2029-6.
- Viaggio in Africa, a cura di Viola Papetti, Adelphi, Milano, 2006-2018; Otto/Novecento, Milano, 2015
- Intervista a Dio, prefazione di Mariarosa Bricchi, nota di Lietta Manganelli, Sedizioni, Milano, 2007, ISBN 978-88-894-8422-7; Introduzione di Lietta Manganelli, Kipple Officina Libraria, Genova, 2012; Mincione Edizioni, 2015, ISBN 978-88-994-2341-4.
- Mammifero italiano, a cura di Marco Belpoliti, Collana Piccola biblioteca n.550, Adelphi, Milano, 2007, ISBN 978-88-459-2137-7.
- Circolazione a più cuori. Lettere familiari, nota di Lietta Manganelli, Collana Biblioteca, Aragno, Torino, 2008, ISBN 978-88-841-9361-2.
- I borborigmi di un'anima: carteggio Manganelli-Anceschi, a cura di Lietta Manganelli, Aragno, Torino, 2010; Collana Cahiers, Castelvecchi, Roma, 2020, ISBN 978-88-328-2934-1.
- Ti ucciderò, mia capitale, a cura di Salvatore Silvano Nigro, Collana Biblioteca n.570, Adelphi, Milano, 2011[7], ISBN 978-88-459-2565-8.
- G. Manganelli-Paolo Terni, Una profonda invidia per la musica. Invenzioni a due voci, a cura di Andrea Cortellessa, L'orma editore, Roma, 2014, ISBN 978-88-997-9363-0.
- (con Viola Papetti), Lettere senza risposta, Nottetempo, Roma, 2015.
- Catatonia notturna, a cura di Lietta Manganelli, Aragno, Torino, 2015, ISBN 978-88-841-9738-2; ora col titolo Notte tenebricosa, Prefazione di Alessandro Zaccuri e un'intervista di Emiliano Tognetti a Lietta Manganelli, Graphe.it edizioni, Perugia, 2021, ISBN 978-88-9372-148-6.
- Cerimonie & artifici, Prefazione di Lietta Manganelli, Collana Biblioteca, Aragno, Torino, 2015, ISBN 978-88-841-9761-0.
- Riunioni clandestine, a cura di Lietta Manganelli, Collana Aragno, Torino, 2015, ISBN 978-88-841-9739-9.
- Estrosità rigorose di un consulente editoriale, a cura di Salvatore Silvano Nigro, Collana Piccola Biblioteca n.691, Adelphi, Milano, 2016, ISBN 978-88-459-3083-6.
- Ah, l'America! Un'esplicita allegoria, saggio di Giampaolo Vincenzi, Postfazione di Giulia Marchina, scritto di Lietta Manganelli, Collana Lumina, MdS, 2017, ISBN 978-88-989-4261-9.
- Il palato immaginario, a cura di Anna Longoni, Collana Quaderni di cucina, Milano, Henry Beyle, 2017, ISBN 978-88-992-3474-4.
- Quarte di nobiltà, a cura di Lietta Manganelli, Collana Biblioteca, Aragno, Torino, 2019, ISBN 978-88-841-9899-0.
- Non sparate sul recensore, Prefazione e cura di Lietta Manganelli, Torino, Aragno, 2018, ISBN 978-88-841-9866-2.
- Una profonda invidia per la musica, a cura di Andrea Cortellessa, con i contributi di Paolo Terni, Roma, L'Orma, 2018, ISBN 978-88-997-9363-0.
- Esiste Ascoli Piceno?, Con 10 cartoline di Tullio Pericoli, Collana Biblioteca minima n.77, Milano, Adelphi, 2019, ISBN 978-88-459-3365-3.
- Concupiscenza libraria, a cura di Salvatore Silvano Nigro, Collana Biblioteca n.708, Milano, Adelphi, 2020, ISBN 978-88-459-3458-2.
- Altre concupiscenze, Postfazione e cura di Salvatore Silvano Nigro, Collana Biblioteca n.728, Milano, Adelphi, 2022, ISBN 978-88-459-3649-4.
- Quel badalone di Morgante, Collana Biblioteca, Torino, Aragno, 2022, ISBN 978-88-938-0175-1.
- Un uomo pieno di morte, a cura di Antonio Bux, Collana Le mancuspie, Graphe.it, 2022, ISBN 978-88-937-2179-0.
- Mia anima carnale. Lettere a Ebe. [Flamini], a cura di Salvatore Silvano Nigro, Collana La memoria n.1261, Palermo, Sellerio, 2023, ISBN 978-88-389-4473-4.
- Il vecchio gioco di esistere, a cura di Lietta Manganellil, Collana Novecento.0, Matelica (Macerata), Hacca, 2023, ISBN 978-88-989-8376-6.
- Emigrazioni oniriche, a cura di Andrea Cortellessa, Collana Biblioteca n.749, Milano, Adelphi, 2023, ISBN 978-88-459-3794-1.

### Traduzioni
- Henry James, Fiducia, Istituto Editoriale Italiano, Milano, 1946; Einaudi, Torino, 1990.
- Tom Hanlin, Una volta sola nella vita, Mondadori, Milano, 1947; a cura di N. Brunelli, Graphe.it, 2024, ISBN 978-88-937-2210-0.
- T.S. Eliot, Appunti per una definizione della cultura, Bompiani, Milano, 1952.
- F. Spencer Chapman, La giungla è neutrale, Bompiani, Milano, 1952.
- Eric Ambler, L'eredità Schirmer, Garzanti, Milano, 1955; Adelphi, Milano, 1999.
- William Butler Yeats, Drammi celtici. Deirdre. Al pozzo dello sparviero. Sulla spiaggia di Baile. L'unica gelosia di Emer, Introduzione e trad., a cura di Viola Papetti, Collana BUR Teatro, Milano, BUR, 1999, ISBN 978-88-171-7290-5; Collana Assonanze, Milano, SE, 2021, ISBN 978-88-672-3487-5. [versione del 1955, ma pubblicata postuma]
- Cecil Sprigge, Benedetto Croce. L'uomo e il pensatore (Benedetto Croce: Man and Thinker, 1951), Ricciardi, Napoli, 1956.
- Eric Ambler, La frontiera proibita, Garzanti, Milano, 1958; Milano, Hobby & Work, 1997.
- O. Henry, Memorie di un cane giallo e altri racconti, Feltrinelli, Milano, 1962; Garzanti, Milano, 1970; Adelphi, Milano, 1980.
- Edgar Allan Poe, I racconti, 3 voll., Einaudi, Torino, 1983; Premio Monselice di traduzione;[8]
- George Gordon Byron, Manfredi, Einaudi, Torino, 2000. [versione del 1965, per il Teatro dell'Opera di Roma]
- John Webster, La duchessa di Amalfi, Einaudi, Torino, 1999. [versione del 1979, per lo spettacolo di Mario Missiroli]
- Edgar Allan Poe, La lettera rubata e altre indagini, L'Orma, Roma, 2013.